# Delica
Delica – część wsi Czuchów-Pieńki w Polsce położona w województwie mazowieckim, w powiecie łosickim, w gminie Platerów.
W latach 1975–1998 Delica należała administracyjnie do województwa bialskopodlaskiego.